# Lac aux Méduses
Pour les articles homonymes, voir Jellyfish.
Le lac aux Méduses, en paluan Ongeim'l Tketau, en anglais Jellyfish Lake, est un lac d'eau saumâtre situé dans les îles Chelbacheb, aux Palaos, dans l'océan Pacifique. Sa faune est notamment représentée par 10 millions de méduses (Mastigias papua etpisoni) qui ont pu proliférer en l'absence de prédateurs. Elles y sont apparues via un tunnel, aujourd'hui obstrué, qui le reliait à l'océan.

## Faune
Contrairement aux croyances, les méduses n'ont pas perdu leurs cellules urticantes en raison de l'absence de prédateurs, mais sont cependant inoffensives car leurs cnidocytes sont relativement petits et les morsures sont donc indétectables sur la peau. De nombreux baigneurs locaux et des touristes n'hésitent alors pas à nager parmi les méduses.

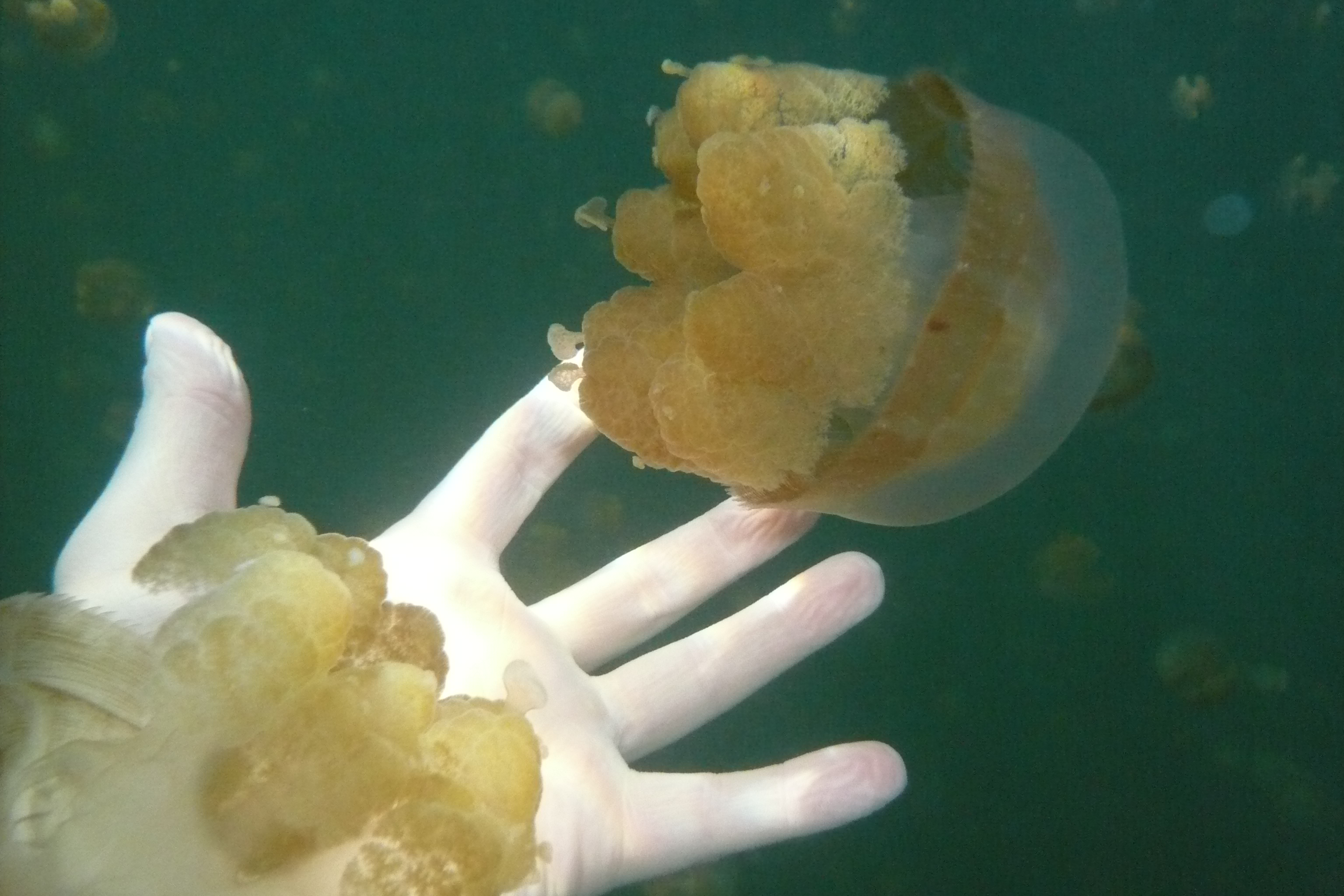

La nuit, les méduses descendent dans une couche d'eau concentrée en sulfure d'hydrogène située entre quinze et vingt mètres de profondeur. 
La plongée en scaphandre dans le lac est interdite d'une part pour ne pas déranger les méduses et d'autre part pour réduire le risque d'empoisonnement au sulfure d'hydrogène.

## Un habitat fragile
Cet écosystème unique est cependant fragile : la population de ces méduses est vulnérable aux changements climatiques et leur nombre avait dramatiquement chuté de près de 8 millions à 600 000 à la suite du phénomène El Niño, en 2016, qui avait provoqué une hausse des températures, une sécheresse exceptionnelle et une salinité accrue des lacs en raison du manque de renouvellement des eaux de pluie. Depuis 2019, le nombre de méduses est de nouveau en croissance mais des règles strictes encadrent la baignade : pas de crème solaire, pas de plongée avec des bouteilles et un droit d'entrée de 100 dollars pour tenter de limiter la fréquentation touristique.

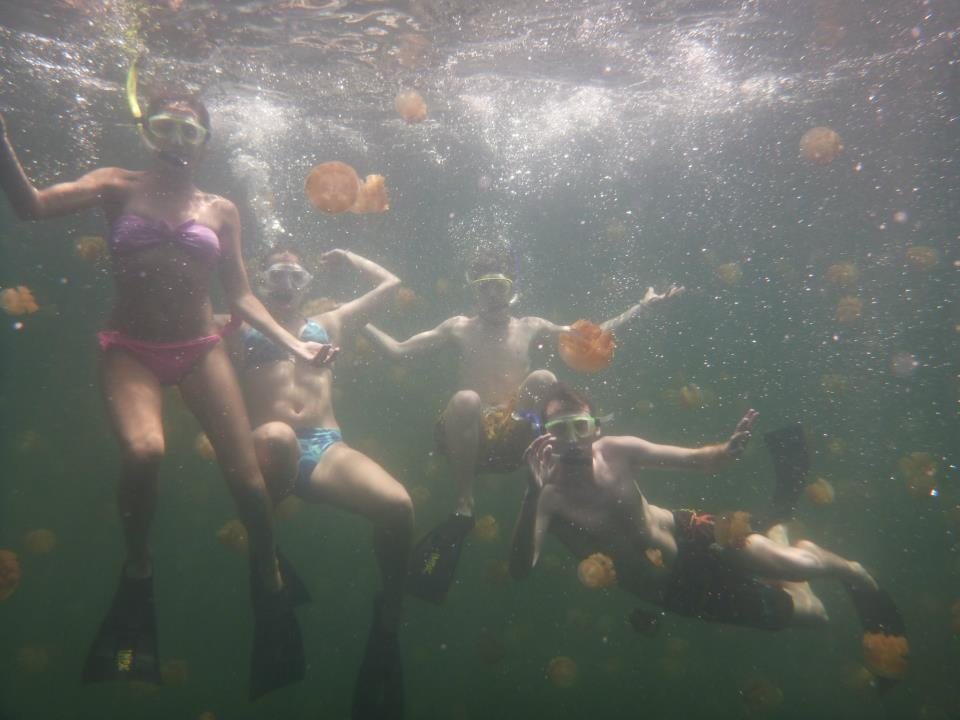
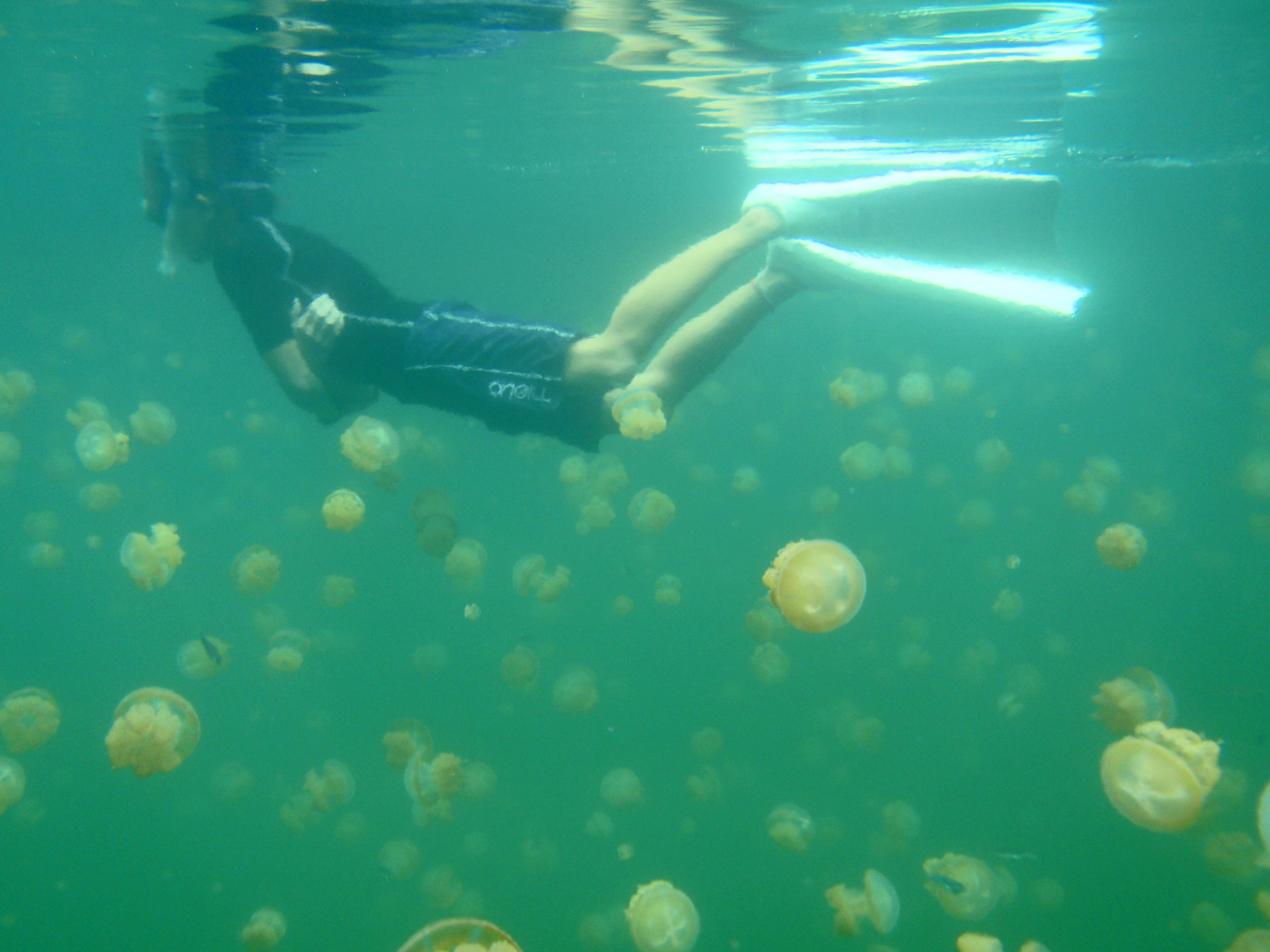
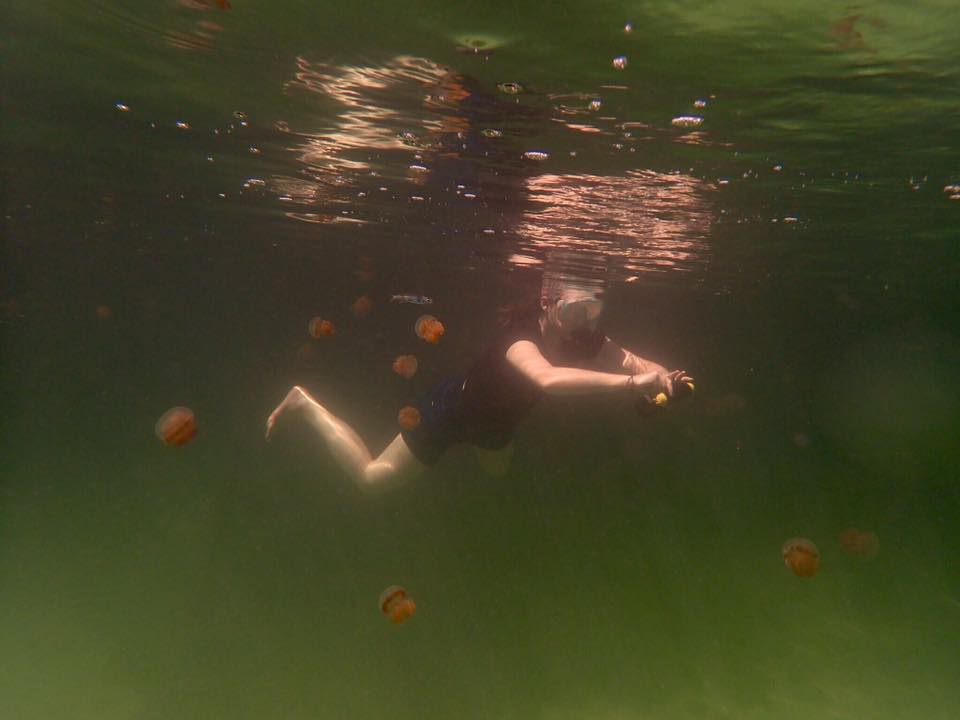